# ムサカ
ムサカ（アラビア語：مسقعة musaqqaʿa； ギリシア語：μουσακάς； トルコ語：musakka）は、ギリシャ、バルカン半島とマシュリク、エジプトなど東地中海沿岸の伝統的な野菜料理。これらの地域以外ではギリシア料理のムサカが最もよく知られている。

## 語源
ムサカの起源はアラビア語で「冷やしたもの」を意味する「ムサッカア」で、「サッカア」（سقع / saqqaʿa、「冷たくする」の意）という動詞に由来する。このことから、マシュリクのムサッカアは冷菜として扱われていたことがうかがえる。

## 各国のムサカ

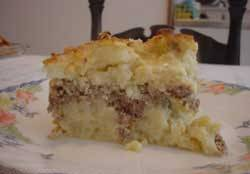
カリフラワーのムサカ、セルビア

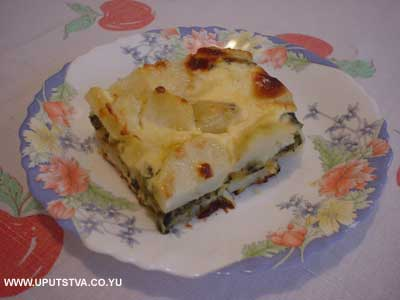
ジャガイモとホウレンソウのムサカ、セルビア

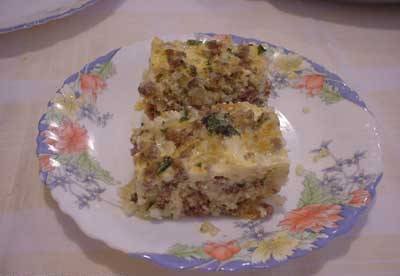
米のムサカ、セルビア

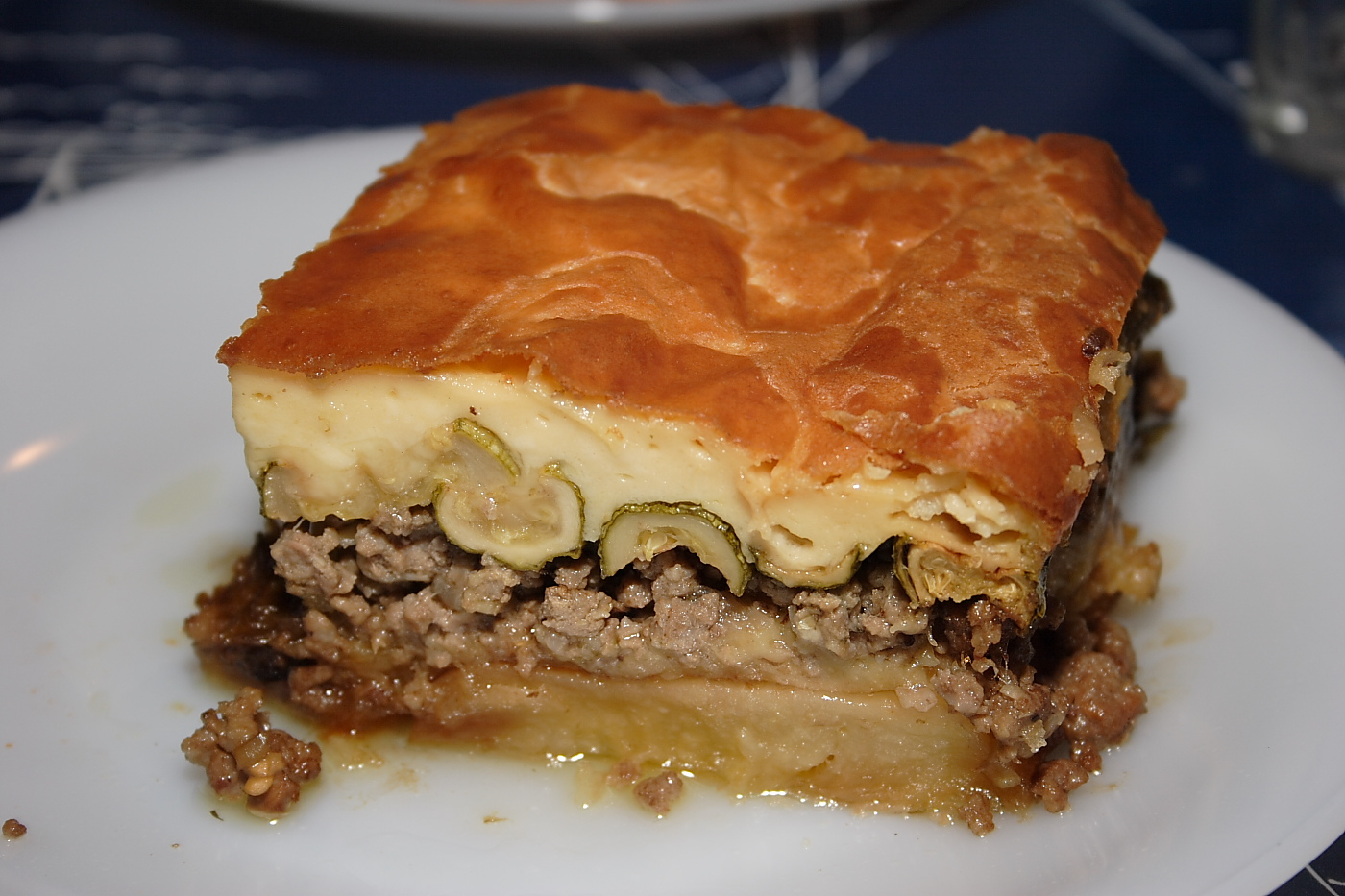
ジャガイモとズッキーニのムサカ、ギリシャ

トルコはムサカの中心地であり、オスマン帝国設立とほぼ同時期に宮廷の厨房で作られた。オスマン帝国の版図がギリシャを含むバルカン半島、東欧、アフリカ北部に平がるにつれ、各地に伝わった。ムサカ自体は13世紀の文献にアラビア語の文献に現れる（「バグダッド料理本」）［1］。ソテーや素揚げにしたナス、ピーマン、トマト、タマネギ、挽肉を使い、ジャージク（Cacık）やピラフと一緒に食べる。ズッキーニ、カリフラワー、ニンジン、ジャガイモを使ったものもある。ナス、羊のひき肉入りトマトソースを何層かに重ねてオーブンで焼く。
ギリシャで最も一般的なムサカは、耐熱容器にオリーブ・オイルでソテー、または揚げたナスのスライス、マッシュポテトまたは火を通したジャガイモと一緒に調理したラムの挽肉、ベシャメルソース（ホワイトソース）を順に重ねてオーブンで焼いた、グラタンに似た料理である。このレシピは1920年代にギリシャ料理にフランス料理の要素を取り入れ、東洋的な要素を取り除いてギリシャ料理の「脱亜入欧」を計った料理人ニコラオス・ツェレメンテス（Nikolaos Tselementes）によって紹介されたものだといわれる。ベシャメルソースにはバターを使わないことがあり、使ってもほんの少しか、オリーブ・オイルを用いたり、クリームで代用することもある。チーズやパン粉が上にかかることも多い。基本的なレシピにはいくつものバリエーションがある。ソースを使わない場合もあるし、他の野菜が入る場合もある。ギリシャで一般的なのは、バリエーションとしてナスに加えズッキーニ、ジャガイモ、マッシュルームを使うものである。ツェレメンテスによるギリシャの料理本には、ギリシャ正教会で肉食を禁じられる斎の日用のムサカさえある。これは肉も肉汁のソースも使わず、挽肉の代わりに細かく切ったナスなど野菜を用い、トマトソース、パン粉だけで作るものである。乳製品を禁じられていない期間中なら、フェタチーズを使ってもよい。
アラブ人のムサカは主にトマトとナスやズッキーニを使った温サラダのことで、イタリアのカポナータやフランスのラタトゥイユに似ており、メゼの一品としても供される。別名をムナッザラ（منزلة）またはムナッザリともいい、ヒヨコマメを入れたり、鶏卵でとじることもある。
ブルガリア、セルビア、ボスニア、ルーマニアで出されるムサカはナスやズッキーニのかわりにジャガイモが使われることが多い。バルカン半島の他の国では一番上の層にはカスタードが使われることが多く、カスタードには牛乳の代わりにヨーグルトを入れることもある。ルーマニアには、キャベツや卵つなぎ麺のムサカもある。

## 関連事項
- 映画『アタック・オブ・ザ・ジャイアント・ケーキ』（1999年、ギリシャ、監督：バノス・H・コートラス） - UFOの怪光線で巨大化したムサカが次々に人を襲う、というB級映画。
- 映画『マイ・ビッグ・ファット・ウェディング』 - ギリシャ人のヒロインが小学生の頃の母親手作りの弁当にはムサカが入っていた。
- アニメ『新サクラ大戦』 - 第7話でギリシャ人ヒロインのアナスタシア・パルマが神山誠十郎に振る舞った。
- ドラマ『孤独のグルメ』 - Season9の第三話で松重豊が演じる井之頭五郎が、東京都港区の東麻布でムサカとドルマーデスを食すシーンが出る。